# Joan Mondale
Joan Adams, coniugata Mondale (Eugene, 8 agosto 1930 – Minneapolis, 3 febbraio 2014), è stata un'artista e politica statunitense, Second lady degli Stati Uniti d'America dal 1977 al 1981, in quanto moglie del Vicepresidente Walter Mondale durante l'amministrazione di Jimmy Carter.

## Biografia

### Primi anni e famiglia
Nata nell'Oregon, Joan Adams era figlia di un ministro presbiteriano, il reverendo John Maxwell Adams, e di sua moglie Eleanor Jane Hall. Joan e le sue due sorelle si trasferirono con la famiglia numerose volte durante l'infanzia, per via degli impegni del padre. La ragazza frequentò una scuola quacchera e il college a Saint Paul, nel Minnesota. Successivamente lavorò presso il Museum of Fine Arts di Boston e il Minneapolis Institute of Art.
Nel 1955 sposò l'avvocato Walter Mondale, conosciuto in un appuntamento al buio. La coppie ebbe tre figli:
- Ted Mondale (12 ottobre 1957-), politico, che fu membro del Senato del Minnesota e candidato alla carica di governatore del Minnesota nel 1998.
- Eleanor Jane Mondale Poling (19 gennaio 1960 – 17 settembre 2011), giornalista e conduttrice, morta di cancro al cervello all'età di 51 anni[5].
- William Hall Mondale (27 febbraio 1962-), assistente del Procuratore Generale del Minnesota dal 1990 al 2000.

### Vita pubblica

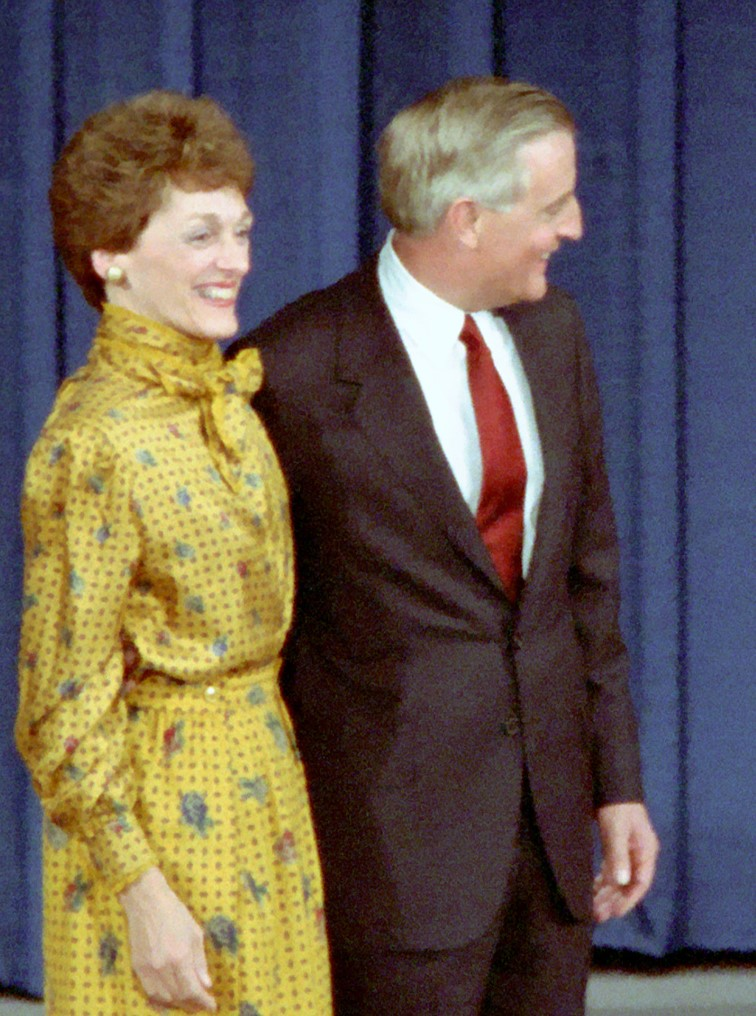
Joan Mondale e suo marito Walter nel 1984.

Nel 1964, Walter Mondale venne nominato al Senato degli Stati Uniti in sostituzione di Hubert Humphrey. Vi restò per i successivi dodici anni, fin quando venne eletto Vicepresidente degli Stati Uniti d'America. Joan divenne così la Second lady degli Stati Uniti d'America, succedendo ad Happy Rockefeller. I Mondale furono la prima coppia a vivere nella residenza del Number One Observatory Circle, che era stata voluta da Happy Rockefeller.
Fu un'accanita sostenitrice dell'Equal Rights Amendment, a favore del quale si espresse in più occasioni pubbliche. Esercitò numerose pressioni politiche per aumentare i finanziamenti ai programmi per le arti pubbliche.
Nel 1984, Walter Mondale si aggiudicò la nomination del Partito Democratico per le presidenziali del 1984. Come candidata al ruolo di First Lady, Joan Mondale affermò nel corso di un'intervista a Maureen Dowd sul New York Times che non avrebbe mai parlato di cucina o moda durante la campagna elettorale; tuttavia, quando questo suo rifiuto divenne un'arma nelle mani degli avversari politici del marito, Joan pubblicò il libro di ricette The Mondale Family Cookbook, definendosi una "moglie, madre e sostenitrice tradizionale".
Walter Mondale perse le elezioni contro il Presidente in carica Ronald Reagan e i Mondale tornarono in Minnesota, dove vissero fino a quando Walter venne nominato ambasciatore degli Stati Uniti in Giappone sotto l'amministrazione Clinton (1993-1996).

### L'impegno artistico
Per tutto il corso della sua vita, Joan Mondale fu un'artista e mecenate. Il suo prolifico impegno a sostegno del mondo artistico le valse il soprannome di "Joan of Art" ("Giovanna d'Arte").
Ceramista affermata, studiò arte al college e lavorò come gallerista. Una volta trasferitasi a Washington per via degli impegni politici del marito, si occupò di condurre visite guidate alla National Gallery of Art come volontaria. Nel 1972 scrisse il libro Politics in Art, in cui prendeva in esame il significato politico di alcune opere d'arte e l'influenza reciproca tra i due temi. In seguito, insieme all'amica Ellen Proxmire (moglie del senatore William Proxmire), gestì la Washington Whirl-Around, una compagnia di tour guidati nella capitale.

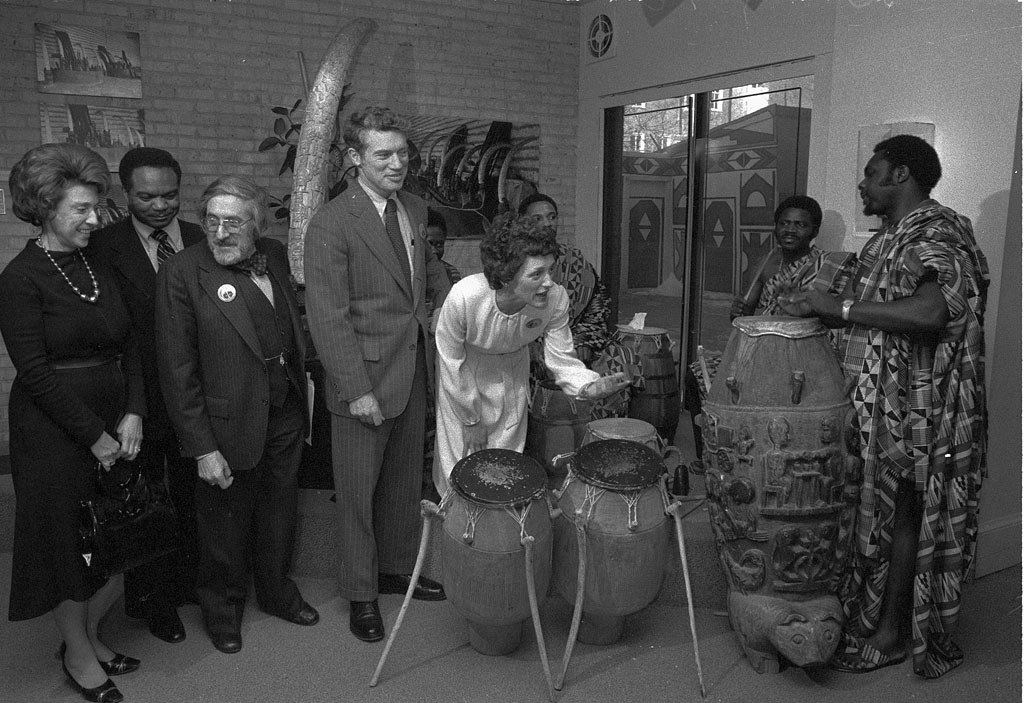
Joan Mondale suona le percussioni dopo una conferenza stampa al National Museum of African Art.

Durante gli anni da Second Lady, trasformò il palazzo vicepresidenziale in un'importante vetrina per l'arte nazionale, esponendo opere di artisti come Robert Rauschenberg, Edward Hopper, Louise Nevelson e Ansel Adams. In questo periodo fu anche presidentessa del Federal Council on the Arts and the Humanities.
Quando suo marito svolgeva il ruolo di ambasciatore statunitense in Giappone, Joan Mondale promosse con entusiasmo lo scambio interculturale tramite l'arte; decorò l'ambasciata con dipinti di artisti americani e organizzò dei tour con guide bilingue. Studiò l'arte nipponica e regalò al sindaco di Kyoto una ciotola di ceramica che aveva realizzato lei stessa secondo lo stile tradizionale Mashiko.
Nel 1998 pubblicò il libro Letters From Japan, una raccolta di saggi sulla sua esperienza all'estero.
Tornata nel Minnesota, Joan Mondale continuò a produrre le sue ceramiche e a promuovere le arti. Fu membro di svariati consigli di amministrazione, tra cui l'Orchestra del Minnesota, il Walker Art Center, il Macalester College e la National Portrait Gallery. Nel 2004, il Textile Center di Minneapolis inaugurò uno spazio espositivo in suo onore, la "Joan Mondale Gallery".
Dal 2005 al 2010 fu anche membro della Citizens' Stamp Advisory Committee per lo United States Postal Service.

### Morte
Il 2 febbraio 2014, la famiglia Mondale diramò l'annunciò che Joan era stata ricoverata in una struttura sanitaria a causa della malattia di Alzheimer che l'aveva colpita. Morì il giorno seguente, all'età di 83 anni. I suoi resti furono cremati.

## Opere
- Politics in art, Minneapolis, Lerner Publications Co, 1972, ISBN 978-0822501701.
- The Mondale Family Cookbook, Washington, D.C., Mondale for President Committee, 1984.
- Letters from Japan, Washington, D.C., Printery Communications, 1997, ISBN 978-0966222005.